# هوکان نورالدین
هوکان نورالدین (انگلیسی: Håkan Nordin؛ زادهٔ ۱۵ ژانویهٔ ۱۹۶۱) بازیکن هاکی روی یخ اهل سوئد است.